# Elaine Showalter
Elaine Showalter (Boston, Massachusetts, 21 de enero de 1941) es una activista,  escritora, periodista, feminista y académica estadounidense; famosa por ser una de las «madres fundadoras» de la crítica literaria feminista, y por desarrollar el concepto y la práctica de la ginocrítica, entre otros. Pertenece a la denominada Segunda ola del feminismo y es contemporánea de autoras como Simone de Beauvoir, Betty Friedan, Kate Millet y Germaine Greer, entre otras. Entre sus principales influencias se encuentran autores como Doris Lessing, Michel Foucault y Virginia Woolf.

## Biografía
Elaine Showalter (de soltera Elaine Cottler) nació en Boston, Massachusetts el 21 de enero de 1941. Estudia una licenciatura en el Bryn Mawr College en el estado de Pensilvania, graduándose en 1962; obtiene una maestría otorgada por la Universidad Brandeis en 1964, y un PhD por la Universidad de California en Davis en 1970 con una tesis doctoral titulada The Double Standard: Criticism of Women Writers in Victorian Periodicals 1845-1880 (misma que sirve como base para su primer libro, A literature of their own: British women novelists from Brontë to Lessing). Es especialista en literatura victoriana y literatura de Fin de siècle. A partir de 1970 imparte clases de inglés como asistente de profesor en el colegio de mujeres de la Universidad Rutgers, el Douglass College; en 1974 se convierte en profesora asociada, y en 1978 profesora de tiempo completo.  A partir de 1984 da clases de inglés en la Universidad de Princeton, y en 1987 es nombrada profesora emérita de la Fundación Avalon en la rama de las humanidades, retirándose de ambos puestos en 2003. En 2012 recibe el doctorado en letras honoris causa otorgado por la Universidad de Saint Andrews. Además, ha sido presidenta de la Modern Language Association of America. Actualmente está casada con English Showalter, profesor de literatura francesa del siglo XVIII, con quien tiene dos hijos: el actor Michael Showalter, y la redactora profesional de discursos Vinca Showalter LaFleur.
Elaine Showalter es autora de más de 10 libros, algunos de los cuales son considerados como “obras seminales” de la crítica literaria feminista. También ha escrito más de 100 artículos académicos, 250 reseñas, y ha dado más de 300 conferencias como profesora invitada; además ha sido periodista, editora, comentarista tanto en radio como televisión por parte de la British Broadcasting Corporation (BBC), crítica televisiva en la revista People, y juez de incontables premios literarios, entre los que se encuentran el National Book Awards, el Premio Orange, los Premios PEN, y parte del jurado del Premio Booker en 2007.

## Principales obras
El primer libro escrito por Elaine Showalter, A Literature of Their Own: British Women Novelists from Brontë to Lessing, publicado por primera vez en 1977 (y basado en su tesis de doctorado) hace un extenso estudio del trabajo de doscientas novelistas inglesas desde 1800 hasta la actualidad; asumiendo que “Las mujeres británicas, en un cierto sentido, siempre han vivido en un país diferente a los hombres -y han desarrollado una literatura propia”. En este libro, Showalter hace un análisis exhaustivo de carácter histórico-social y literario acerca de un sinnúmero de obras creadas por autoras tanto famosas como no tan reconocidas, entre las cuales se encuentran las hermanas Brontë, Virginia Woolf y Doris Lessing. Además, se hace una comparación entre la situación de éstas y sus contemporáneos masculinos. Este análisis es el primero de su tipo, por lo que es considerado como uno de los “textos fundacionales de la crítica literaria feminista”.
En el libro The Female malady: Women, Madness, and English Culture, 1830–1980,  publicado en 1981, Showalter hace una “historia de la psiquiatría y una historia cultural de la locura como una enfermedad de las mujeres”. Propone que en el siglo XIX hubo una “feminización” de la locura; que las mujeres se volvieron uno de los objetos principales del estudio psiquiátrico y a su vez uno de los mayores ejemplos culturales de la locura, reflejada principalmente en la creencia generalizada de la existencia de la denominada “locura femenina” que las mujeres recibían un tratamiento psiquiátrico que restringía su feminidad y por tanto era el origen de su desmoralización psicológica, y que en la actualidad poco a poco la mujer ha ido rompiendo con las cadenas asociadas a la “locura femenina”apenas en la última década, con el surgimiento de un movimiento de terapia psicológica afín a los planteamientos del feminismo.
Showalter edita el libro The New Feminist Criticism: Essays on Women, Literature, and Theory, publicado en 1985, el cual es una compilación de ensayos de varias autoras feministas, y entre estos se encuentran dos de su autoría: "Toward a Feminist Poetics" y "Feminist Criticism in the Wilderness", (este último traducido como “La crítica feminista en el desierto”). En el primero se hace un análisis objetivo de la crítica literaria feminista; se menciona que esta “[…] puede ser categorizada en dos diferentes tipos. La primera se ocupa de la mujer como lectora”, esto es, la mujer como la receptora de literatura escrita por hombres,  y la segunda categoría se ocupa de “la mujer como escritora”, la mujer como la creadora de significado al interior de un texto y una tradición literaria femenina. Este es el origen de uno de los principales planteamientos de la obra de Showalter, la Ginocrítica, y de ahí procede a analizar la evolución de la teoría literaria feminista y su relación con otras teorías, como son el Marxismo o el Estructuralismo. El segundo ensayo continúa con la línea argumentativa del primero, y aparte de volver a explicar el término Ginocrítica, Showalter analiza la relación que existe entre la escritura de las mujeres (y en general el feminismo) con temas relacionados con la Crítica Orgánica (la crítica literaria asociada a la anatomía y funciones biológicas del cuerpo humano), la Lingüística, el Psicoanálisis y los Estudios Culturales.
Sexual Anarchy: Gender at Culture at the Fin de Siecle, publicado en 1990, desarrolla una historia de los sexos, tanto de las crisis como de los problemas asociados a la batalla por la supremacía sexual y la identidad de género a fines del siglo XIX.
Hystories: Hysterical Epidemics and Modern Media, publicado en 1997, hace un controversial análisis de las llamadas “epidemias de la histeria”, y al usar como ejemplo el síndrome de fatiga crónica, el síndrome de la Guerra del Golfo, las memorias reprimidas del abuso sexual, el trastorno de identidad disociativo, el abuso de rituales satánicos y la abducción alienígena para argumentar que la histeria poco a poco se ha ido transformando en éstos, adquiriendo así un carácter epidemiológico propagado gracias a los medios masivos de comunicación. Este texto ha sido controversial debido a que Showalter pone en el mismo nivel tanto a desórdenes de carácter psiquiátrico como a creencias que pueden resultar ofensivas para un determinado grupo de gente.
Inventing Herself: Claiming a Feminist Intellectual Heritage, publicado en 2001, da un panorama general de los íconos feministas a partir del siglo XVIII, en su gran mayoría de nacionalidad británica y estadounidense. Showalter analiza las contribuciones críticas de intelectuales como Mary Wollstonecraft, Charlotte Perkins Gilman y Camille Paglia. A su vez, discute la manera en la cual mujeres como Oprah Winfrey y Diana de Gales han influido a través de los medios masivos de comunicación en la percepción de la mujer y el feminismo hoy en día.
En Teaching Literature, publicado en 2003, Showalter “destila su experiencia como docente [para así crear un texto pedagógico] en el que se presentan numerosas anécdotas de antiguos colegas y estudiantes que manifiestan una serie de aproximaciones a la enseñanza en el campo literario” En esencia, es una guía para la enseñanza de la literatura inglesa para estudiantes de licenciatura, y abarca diferentes estrategias para enseñar Teoría Literaria, preparar un buen temario, y abordar temas Tabú, entre muchas otras.
Faculty Towers: The Academic Novel and Its Discontents, publicado en 2005, hace un estudio de la novela académica Angloamericana de 1950 a la actualidad.
A Jury of Her Peers: American Women Writers from Anne Bradstreet to Annie Proulx, publicado en 2009, es un libro que hace evidente una tradición literaria de escritoras estadounidenses. Similar a su primer libro, Showalter hace un análisis de la obra de más de 250 escritoras, como son Harriet Beecher Stowe, Dorothy Parker, Flannery O’Connor y Toni Morrison, entre otras.

## Principales aportes

### Fases de la literatura escrita por mujeres
En A literature of their own: British women novelists from Brontë to Lessing, Showalter hace una categorización de la literatura escrita por mujeres en la tradición literaria inglesa a través de la historia, y la divide en tres fases. La primera es la denominada fase Femenina, que comprende de 1840 a 1880, y se caracteriza por ser “una prolongada fase de imitación de los modelos prevalentes de la tradición [masculina] dominante, y una internalización de sus estándares asociados al arte y sus puntos de vista en los roles sociales”; la segunda es denominada fase Feminista, comprende de 1880 a 1920 y comprende una “fase de protesta en contra de los estándares y valores establecidos [por los modelos prevalentes de la primera fase], y una defensa de los derechos y valores menores, incluyendo la demanda de autonomía” y finalmente, la denominada fase de la Mujer, que va de 1920 a nuestros días (y que a partir de 1960 adquiere una especie de conciencia propia), y que se caracteriza por ser “una fase de autodescubrimiento,  una introspección ligeramente libre de la dependencia de la oposición, una búsqueda de identidad.” Cabe notar que estas fases o categorías no son absolutamente rígidas, y algunos de los elementos característicos de una de las fases pueden ser aplicables a otra.

### Ginocrítica
Showalter menciona en los ensayos "Toward a Feminist Poetics" y "Feminist Criticism in the Wilderness" que uno de los principales problemas de la crítica feminista es el hecho de que esta se encuentra sujeta a los valores patriarcales de la sociedad; al sexismo de los críticos hombres, y las limitaciones impuestas a la mujer por parte de la sociedad; lo cual entorpece el poner la teoría feminista en práctica gracias a que “no estamos aprendiendo lo que las mujeres han sentido y experimentado, sino sólo lo que los hombres han concebido que las mujeres deberían ser”. Ante esta problemática, Showalter propone “la construcción de una infraestructura feminista para el análisis de la literatura femenina basada en modelos originales basados en el estudio de la propia experiencia femenina en vez de adaptarse a los modelos y teorías masculinas”, y a dicha infraestructura la denomina Ginocrítica; la cual no afecta exclusivamente a la literatura femenina, sino prácticamente cualquier ámbito en el cual la mujer se ve involucrada.

## Recepción
Entre los muchos reconocimientos que han recibido sus demás textos resalta el Premio Truman Capote a la Crítica Literaria otorgado al libro A Jury of Her Peers: Celebrating American Women Writers from Anne Bradstreet to Annie Proulx en 2012,y mientras que la gran mayoría de los textos de Elaine Showalter han sido ampliamente reconocidos y aplaudidos, el libro Hystories: Hysterical Epidemics and Modern Media ha sido ampliamente criticado por un sinnúmero de personas, al grado al que escasos meses después de su publicación, Showalter recibió amenazas por correo y en una firma de autógrafos en Washington D. C. fue obligada a retirarse debido a los disturbios ocasionados por gente en desacuerdo con sus ideas.

## Obra de la autora
- SHOWALTER, Elaine. (1984) A Literature of Their Own: British Women Novelists from Brontë to Lessing. Nueva York: Virago Press.
- SHOWALTER, Elaine. (1981) The Female Malady: Women, Madness, and English Culture, 1830–1980. Nueva York: Virago Press
- SHOWALTER, Elaine. (1985) "Toward a Feminist Poetics." The New Feminist Criticism. Ed. Elaine Showalter. Nueva York: Virago Press. pp. 125-143.
- SHOWALTER, Elaine. (1985) "Feminist Criticism in the Wilderness." The New Feminist Criticism. Ed. Elaine Showalter. Nueva York: Virago Press, pp. 243-270.
- SHOWALTER, Elaine. (1990) Sexual Anarchy: Gender at Culture at the Fin de Siecle. Nueva York: Penguin Group Incorporated.
- SHOWALTER, Elaine. (1997) Hystories: Hysterical Epidemics and Modern Media. New York: Columbia University Press.
- SHOWALTER, Elaine. (2001) Inventing Herself: Claiming a Feminist Intellectual Heritage. New York: Scribner.
- SHOWALTER, Elaine. (2003) Teaching Literature. Oxford: Blackwell.
- SHOWALTER, Elaine. (2005) Faculty Towers: The Academic Novel and Its Discontents. Pennsylvania: University of Pennsylvania.
- SHOWALTER, Elaine. (2009) A Jury of Her Peers: Celebrating American Women Writers from Anne Bradstreet to Annie Proulx. Nueva York: Knopf Doubleday Publishing Group.

### Traducciones al español
- Elaine Showalter, "La crítica feminista en el desierto"  en FE, Marina (coordinadora) (1999) Otramente: lectura y escritura feministas. México, Programa Universitario de Estudios de Género/ Fondo de Cultura Económica.
- Elaine Showalter, "La crítica feminista en el desierto"  en NARA, Araujo y Teresa Delgado, (2003) Textos de teorías y crítica literarias. Del formalismo a los estudios postcoloniales, México, Universidad de La Habana / UAM, pp. 559-638
- SHOWALTER, Elaine, (2002) Mujeres Rebeldes: una reivindicación de la Herencia Intelectual Feminista. Madrid, Espasa-Calpe.

Artículo parcialmente traducido a partir del artículo en la Wikipedia en inglés.

### En español
- Conceptos teóricos de Elaine Showalter en el texto Cuentos de mi Tía Panchita de Carmen Lyra.  (enlace roto disponible en Internet Archive; véase el historial, la primera versión y la última)..
- Uso incorrecto de la plantilla enlace roto (enlace roto disponible en Internet Archive; véase el historial, la primera versión y la última)..

### En inglés
- New York State Writers Institute: Elaine Showalter..
- Iowa Now: Showalter book wins Truman Capote Award for Literary Criticism.
- The New York Times on the Web: Pursued by Fashionable Furies.
- University of St. Andrews: Laureation Address - Professor Elaine Showalter.
- Princeton Weekly Bulletin: Showalter inspires conversation about teaching literature.
- Princeton Weekly Bulletin: Showalter to retire; pursue trans-Atlantic journalism.
- Princeton Weekly Bulletin: Showalter defines 'instant classics'.
- Princeton Weekly Bulletin: Notebook, June 4, 1997.
- Booktv: After Words, A Jury of her Peers.
- Booktv: The Vintage Book of American Women Writers.

- Datos: Q467333